# Andrej Toepolev

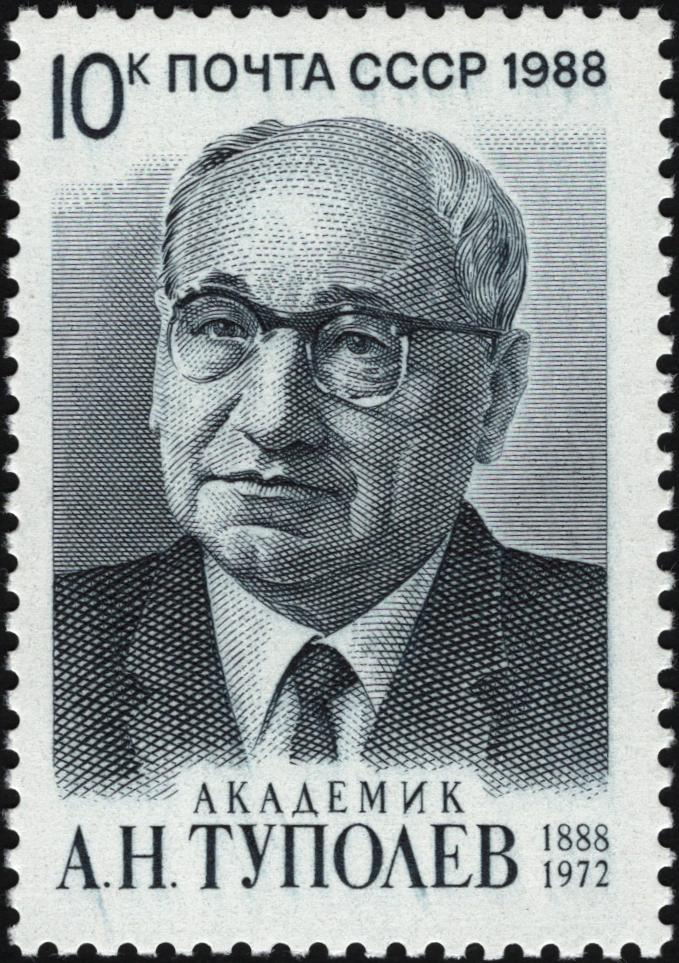
Postzegel met beeltenis van Toepolev

Andrej Nikolajevitsj Toepolev (Russisch: Андрей Николаевич Туполев) (Postomazovo, 10 november 1888 - Moskou, 23 december 1972) was een Russisch luchtvaartpionier, vliegtuigbouwer en oprichter van het Toepolev-ontwerpbureau.
Toepolev werd geboren in het dorpje Postomazovo. Tijdens zijn carrière had Toepolev de leiding over het ontwerpen en bouwen van meer dan honderd verschillende vliegtuigen, waarvan sommigen in totaal 78 wereldluchtvaartrecords gebroken hebben. Door zijn grote verdiensten voor de wereldwijde luchtvaart is Toepolev benoemd tot erelid van de Britse Royal Aeronautical Society en het American Institute of Aeronautics and Astronautics. Naast zijn werk als vliegtuigbouwer was Toepolev ook zeer actief binnen het Centrale Aero- en Hydrodynamisch Instituut (Центральный аэро-гидродинамический институт {ЦАГИ), "Tsentralny Aerogidrodinamitsjeski Institoet") van Moskou, waar hij onder meer heeft bijgedragen aan de bouw van de Boeran, de Sovjet-versie van de Spaceshuttle.
In 1937 werd Toepolev plotseling gearresteerd door de Sovjet-Russische veiligheidsdiensten omdat hij (onterecht) verdacht werd van het willen oprichten van een fascistische partij. Hij kreeg een gevangenisstraf van tien jaar maar werd in 1941 vrijgelaten om bij te dragen aan het ontwikkelingen van nieuwe jachtvliegtuigen die de Sovjet-Unie hard nodig had in de oorlog. Zijn naam werd pas bij het overlijden van Stalin in 1953 volledig gezuiverd.
Toepolevs grootste bijdrage aan defensie van de Sovjet-Unie was het ontwikkelen van de Toepolev Tu-4 langeafstandsbommenwerper door middel van reverse engineering van de Boeing B-29. Dit was mogelijk doordat in 1945 drie B-29's gedwongen waren een noodlanding te maken in Siberië. De Tu-4 was het eerst toestel van de Sovjet-Unie dat atoombommen kon afwerpen. In 1955 ontwierp Toepolev ook de opvolger van de Tu-4, de Tu-95 (NATO-naam "Bear"). Dit toestel was baanbrekend door zijn enorme motoren met contraroterende propellers. Tot op de dag van vandaag is dit toestel in dienst bij de Russische luchtmacht.
Tegelijk met de Tu-95 ontwierp Toepolev ook de Toepolev Tu-104, 's werelds eerste straalverkeersvliegtuig. Dit toestel dat in 1955 voor het eerst vloog was drie jaar lang het enige straalverkeersvliegtuig in actieve dienst van een luchtvaartmaatschappij. De Tu-104 was het begin van een succesvolle serie verkeersvliegtuigen van Toepolev, waaronder de Tu-134, Tu-154 en de Tu-144.
In 1972 overleed Toepolev. Zijn zoon Aleksej Toepolev volgde hem op als leider van het Toepolev-ontwerpbureau. Toepolev werd in Moskou begraven op de Novodevitsjibegraafplaats, dat bij het Novodevitsjiklooster hoort.